# Une longue route pour m'unir au chant français
Une longue route pour m'unir au chant français est un essai autobiographique de François Cheng, paru en octobre 2022, où il retrace son itinéraire littéraire depuis son enfance en Chine jusqu'à son aboutissement à l'Académie française. Il raconte notamment son long chemin en poésie, qu'il appelle le chant, son apprentissage du français, les rencontres et découvertes qui l'ont marqué, l'évolution de son écriture et de sa pensée, la reconnaissance et la consécration qu'il a reçues.

## Résumé
L'auteur, jeune Chinois rebelle, se découvre très tôt la vocation poétique, et écrit à quinze ans L'eau qu'il conserve ensuite précieusement, mais connaît à l'adolescence une crise existentielle,.
C'est la poésie qui le sauve, ainsi que sa décision de rester en France quand ses parents, ayant fui la guerre civile en Chine, continuent jusqu'aux États-Unis. 
Cheng raconte sa découverte de Paris et de la langue française qui le fascine et qu'il aime profondément, malgré les difficultés matérielles de ses premières décennies,. C'est bien une « longue route » pour parvenir à maîtriser à ce point le français, alors qu'il n'en connaissait rien, et un long périple, une vraie « aventure poétique » avec un enrichissement mutuel entre l'Orient et l'Occident, entre le chinois et le français,. 
François Cheng décrit les rencontres qui l'ont marqué, avec André Gide, Vercors, Tristan Tzara, Jacques Lacan, Henri Michaux, Pierre Emmanuel, Yves Bonnefoy et de nombreux autres,.
Il évoque aussi avec émotion les témoignages de reconnaissance et les prix reçus.

## Réception critique
Pour Étienne de Montety, ce livre est un événement, tant François Cheng est secret et généralement discret sur sa propre vie ; « on y découvre le parcours d'un homme et la genèse d'une œuvre ». Cet ouvrage « lève le voile sur le rapport intime et fervent qu'il entretient avec la langue française ».
Selon Frédéric Manzini, c'est une « autobiographie en forme d’épopée », un « récit lumineux ».
Aleteia indique en novembre 2022 que ce livre « se hisse dans les meilleures ventes », au deuxième rang des ventes des librairies La Procure.